# Yûki Yûna wa yûsha de aru
Yûki Yûna wa yûsha de aru (結城友奈は勇者である, litt. Yūna Yūki est une héroïne), aussi connue sous son nom anglais Yuki Yuna Is a Hero, est une série télévisée d'animation produite par le Studio Gokumi et réalisé par Seiji Kishi. La diffusion de la série débute le 16 octobre 2014 au Japon sur la chaîne MBS et en simulcast dans les pays francophones sur Crunchyroll.

## Synopsis
L'histoire prend place sur l'île japonaise de Shikoku à l'ère des dieux. Yûna, Togo, Fû et Itsuki sont membres du club des héros (讃州中学勇者部, Sanshū Chūgaku Yūsha-bu), où elles donnent de leur personne pour aider ceux dans le besoin. Lors d'un jour comme un autre, les membres du club sont soudainement pris dans une explosion de lumière et transportés dans une étrange forêt où elles rencontrent de mystérieux monstres, connus sous le nom de Vertex, qui cherchent à détruire le Shinju (神樹, « Divine Tree »), la déité gardienne protégeant et bénissant l'humanité. En utilisant une application spéciale sur leur téléphone, accordé par le Shinju lui-même, Yûna et ses amies doivent se changer en « héroïne » avec pouvoirs magiques afin de sauver le monde de la destruction imminente.

## Personnages
Yûna Yûki (結城 友奈, Yūki Yūna)
Yûna est en seconde année au collège et est membre du club des héros.
Itsuki Inubôzaki (犬吠埼 樹, Inubōzaki Itsuki)
Itsuki est en première année au collège (l’équivalent de la classe de cinquième) et est membre du club des héros. C’est la petite sœur de Fû, qu’elle adore tout particulièrement, et avec qui elle est très complice. Son rêve est de devenir une idole, depuis qu’elle a réussi à passer son test de musique devant toute sa classe.
Fû Inubôzaki (犬吠埼 風, Inubōzaki Fū)
Fū est en troisième année au collège et est présidente du club des héros. Elle a en vérité fondé ce club dans le but de réunir des héroïnes afin de combattre les Vertex et ainsi protéger le monde. Elle regrette d’ailleurs souvent d’avoir impliqué ses amies dans cette histoire, et tout particulièrement sa petite sœur Itsuki, sur laquelle elle veille depuis la disparition de leurs parents.
Mimori Tôgô (東郷 美森, Tōgō Mimori)
Tôgô est en seconde année au collège et est membre du club des héros. Elle a été victime d'un accident et ne peut plus faire usage de ses jambes. Yûna et elles se sont rencontrées avant d’entrer au collège, car elles étaient voisines. Tôgô est assez douée en informatique. Elle préfère qu’on l’appelle par son nom de famille.
Karin Miyoshi (三好 夏凛, Miyoshi Karin)
Karin est en seconde année au collège et est la cinquième membre du club des héros. Vantarde et prétentieuse au départ, elle ne comprend pas pourquoi les membres du Club des Héros ont été choisies pour être des héroïnes, alors qu’elle s’est entraînée de manière intense dans ce but. Petit à petit, elle va apprendre à apprécier les autres et être plus agréable.
Sonoko Nogi (乃木 園子, Nogi Sonoko)
Sonoko est en seconde année au collège et est sixième membre du club des héros.

## Anime
Une première saison est diffusée entre le 16 octobre 2014 et le 25 décembre 2014. La version française est diffusée en simulcast par Crunchyroll sous le titre Yûki Yûna wa Yûsha de Aru. Une deuxième saison, découpée en deux parties de six épisodes chacune, est diffusée en 2017. La première partie est liée aux trois films, la seconde fait directement suite à la première saison. Une troisième saison est annoncée pour octobre 2021.

### Saison 1
| No | Titre en français              | Titre original                                 | Date de 1re diffusion |
| -- | ------------------------------ | ---------------------------------------------- | --------------------- |
| 1  | La sincérité des jeunes filles | 乙女の真心 Otome no Magokoro                   | 17 octobre 2014       |
| 2  | De beaux sentiments            | ろうたけたる思い Rōtaketaru Omoi               | 17 octobre 2014       |
| 3  | Dignité et honnêteté           | 風格ある振る舞い Fūkaku Aru Furumai            | 24 octobre 2014       |
| 4  | Un cœur étincelant             | 輝く心 Kagayaku Kokoro                         | 31 octobre 2014       |
| 5  | Une victoire difficile         | 困難に打ち勝つ Konnan ni Uchikatsu             | 7 novembre 2014       |
| 6  | Croire en l'avenir             | 明日に期待して Ashita ni Kitai shite           | 14 novembre 2014      |
| 7  | Jeux bucoliques                | 牧歌的な喜び Bokkateki na Yorokobi             | 21 novembre 2014      |
| 8  | Bénédiction divine             | 神の祝福 Kami no Shukufuku                     | 28 novembre 2014      |
| 9  | Celle qui console              | 心の痛みを判る人 Kokoro no Itami o Wakaru Hito | 5 décembre 2014       |
| 10 | Les liens de l'amour           | 愛情の絆 Aijō no Kizuna                        | 12 décembre 2014      |
| 11 | Passion                        | 情熱 Jōnetsu                                   | 19 décembre 2014      |
| 12 | Te sourire                     | 貴方に微笑む Anata ni Hohoemu                  | 26 décembre 2014      |

### Saison 2

#### Washio Sumi no Shō
| No | Titre en français        | Titre original         | Date de 1re diffusion |
| -- | ------------------------ | ---------------------- | --------------------- |
| 1  | Sumi Washio              | わしおすみ Washio Sumi | 7 octobre 2017        |
| 2  | Les amies                | ともだち Tomodachi     | 14 octobre 2017       |
| 3  | La vie de tous les jours | にちじょう Nichijō     | 21 octobre 2017       |
| 4  | les âmes                 | たましい Tamashī       | 28 octobre 2017       |
| 5  | Au revoir                | さよなら Sayonara      | 4 novembre 2017       |
| 6  | La promesse              | やくそく Yakusoku      | 11 novembre 2017      |

#### Yūsha no Shō
| No                           | Titre en français                    | Titre original                                      | Date de 1re diffusion |
| ---------------------------- | ------------------------------------ | --------------------------------------------------- | --------------------- |
| 0.5                          | Un moment au soleil                  | ひだまり Hidamari                                   | 18 novembre 2017      |
| Récap' de la première saison |                                      |                                                     |                       |
| 1                            | journées spectaculaires              | 華やかな日々 Hanayaka na Hibi                       | 25 novembre 2017      |
| 2                            | Précieux souvenirs                   | 大切な思い出 Taisetsu na Omoide                     | 2 décembre 2017       |
| 3                            | Mon cœur saigne quand je pense à toi | あなたを思うと胸が痛む Anata o omouto Mune ga itamu | 9 décembre 2017       |
| 4                            | Intentions inexprimées               | 秘めた意志 Himeta Ishi                              | 16 décembre 2017      |
| 5                            | Un cœur incorruptible                | 清廉な心 Seiren na Kokoro                           | 23 décembre 2017      |
| 6                            | Toi seule peut me rendre heureuse    | 君ありて幸福 Kimi Arite Kōfuku                      | 6 janvier 2018        |

### Saison 3
| No | Titre en français            | Titre original                                                       | Date de 1re diffusion |
| -- | ---------------------------- | -------------------------------------------------------------------- | --------------------- |
| 1  | Pas de traduction officielle | 青春の喜び Seishun no Yorokobi                                       | 2 octobre 2021        |
| 2  | Pas de traduction officielle | あなたに私のすべてを捧げます Anata ni Watashi no Subete o Sasagemasu | 9 octobre 2021        |
| 3  | Pas de traduction officielle | 小さな幸せ Chīsana Shiawase                                          | 16 octobre 2021       |
| 4  | Pas de traduction officielle | 神託 Shintaku                                                        | 23 octobre 2021       |
| 5  | Pas de traduction officielle | 光輝を放つ Kōki o Hanatsu                                            | 30 octobre 2021       |
| 6  | Pas de traduction officielle | 私の不安をやわらげて Watashi no Fuan o Yawaragete                    | 6 novembre 2021       |
| 7  | Pas de traduction officielle | 君を忘れない Kimi o Wasurenai                                        | 13 novembre 2021      |
| 8  | Pas de traduction officielle | 不変の誓い Fuhen no Chikai                                           | 20 novembre 2021      |
| 9  | Pas de traduction officielle | 真の友情 Shin no Yūjō                                                | 27 novembre 2021      |
| 10 | Pas de traduction officielle | 逆境で生まれる力 Gyakkyō de Umareru Chikara                          | 4 décembre 2021       |
| 11 | Pas de traduction officielle | 私の心は燃えている Watashi no kokoro wa Moeteiru                     | 11 décembre 2021      |
| 12 | Pas de traduction officielle | いつまでも続く喜び Itsumade mo tsuzuku Yorokobi                      | 18 décembre 2021      |

## Jeux vidéo
Un jeu vidéo intitulé Yūki Yūna wa yūsha de aru: Jukai no kioku (結城友奈は勇者である 樹海の記憶) est développé par FuRyu et est prévu pour le 26 février 2015 sur PlayStation Vita.
Un jeu vidéo sous Windows développé par Minato Soft est commercialisé avec le premier coffret DVD et Blu-ray japonais le 17 décembre 2014.